# المعالجة النهائية
المعالجة النهائية (بالإنجليزية: Downstream processing) تشير المعالحة النهائية إلى استعادة وتنقية المنتجات الحيوية وخاصة الأدوية، من مصادر طبيعية كالأنسجة الحيوانية أو النباتية وأيضا التخمير، والتي تتضمن إعادة تدوير المكونات القابلة للإصلاح ومعالجتها و التخلص من الفضلات بالطريقة المناسبة. وهي خطوة أساسية في تصنيع المستحضرات الدوائية مثل المضادات الحيوية، الهرمونات (مثل: الأنسولين وهرمون النمو) ، الأجسام المضادة (مثل: (infliximab and abciximab
و اللقاحات؛ الأجسام المضادة والإنزيمات تستخدم في التشخيص وأكثر من ذلك الإنزيمات الصناعية والعطور الطبيعية والنكهات.
المعالجة النهايئة  تعتبر في العادة مجال متخصص في هندسة الكيمياء الحيوية، والتي تعتبر جزء من الهندسة الكيميائية، على الرغم من أن العديد من التقنيات الرئيسية تم تطويرها من قبل الكيميائيين وعلماء الأحياء لفصل المنتجات البيولوجية على مقاييس مختبرية.
يشير كلا المعالجة النهائية والفصل البيولوجي التحليلي إلى فصل وتنقية المنتجات الحيوية، ولكن على مقاييس مختلفة من العمليات والأهداف. تعني المعالجة النهائية تصنيع منتج منقى ومناسب لإستخدام معين، بشكل قابل للتسويق، بينما يشير الفصل الحيوي التحليلي إلى التنقية لهدف واحد هو قياس مكونات الخليط، وقد تتعامل مع احجام عينات صغيرة بحجم خلية واحدة.

## المراحل
احد الطرق المتفق عليها لتقسيم عمليات المعالجة النهائية هي تقسيمها إلى أربع مجموعات والتي يتم تطبيقها بغرض معالجة المكون من حالته الطبيعية من النسيج، خلية أو وسط التخمير عن طريق التحسين التدريجي في التنقية والتركيز.
إزالة المواد الغير قابلة للذوبان: هي الخطوة الأولى وتتضمن وضع المنتج كمذاب في سائل خالي من الجسيمات، على سبيل المثال فصل الخلايا، بقايا الخلايا أو جسيمات أخرى من وسط التخمير الذي يحتوي على مضات حيوي. العمليات الإعتيادة للتحقيق ذلك هي الترشيح، الطرد المركزي، الترسيب، فصل الرواسب، التلبيد، الترسيب الكهربائي للمعادن، والترسيب بالجاذبية. عمليات إضافية مثل الطحن، التجانس والترشيح مطلوبة لإستعادة المنتجات من المصادر الصلبة مثل الأنسجة النباتية والحيوانية، وعادة ما يتم تضمينها في هذه المجموعة.
فصل المنتجات: و هو إزالة هذه المكونات والتي خصائصها تختلف بشكل كبير من المنتج المراد تصنيعه. في اغلب المنتجات، الماء هو العامل الأكثر أهمية لإزالته وأغلب خطوات الفصل مصممة لإزالة معظمه، مما يقلل حجم المواد المراد إزالتها ويزيد تركيز المنتج. استخلاص المذيبات، الترشيح الفائق، الترسيب، الإمتزاز من العمليات الهامة التي يتم تطبيقها.
تنقية المنتجات: يتم القيام بالتنقية للمنتج لفصل الملوثات التي تشبه المنتج إلى حد كبير في الخواص الكيميائية والفيزيائة وبالتالي فإن تنفيذ الخطوات في هذه المرحلة باهظ التكلفة ويتطلب معدات حساسة ومتطورة. هذه المرحلة تسهام في جزء كبير من نفقات المعالجة النهائية، امثلة على العمليات في هذه المرحلة تتضمن الترابط الكيميائي، اقصاء الحجم، كروماتغرافيا الطور العكسي، كروماتغرافيا التبادل الأيوني، التبلور والترسيب الجزئي.
تحسين المنتج: يصف اخر خطوات المعالجة النهائية والتي تنتهي بتغليف المنتج في حالة مستقرة، سهله النقل وعملية. يعتبر التبلور والتجفيف و التجميد والتجفيف بالرش عمليات أساسية. اعتمادا على المنتج وغرض استخدامه، قد يتضمن تحسين المنتج عمليات تعقيم أو ازاله أثر الملوثات والتي تساعد في تسوية المنتج بأمان. تتضمن هذه العميات إزاله الفيروسات أو إزاله الهيدروجين.
بعض طرق إصلاح المنتج قد تحتوي مرحلتين أو أكثر، الإمتزاز الموسع (expanded bed adsorption) يحقق إزالة المواد الغير قابلة للذوبان وعزل المنتج في خطوة واحدة، كروموتغرافيا التقارب تقوم بعزل وتنقية المنتج في خطوة واحدة.

### استشهاد عام
- Ladisch, Michael R. (2001). Bioseparations Engineering: Principles, Practice, and Economics. Wiley. ISBN 0-471-24476-7.
- Harrison, Roger G.; Paul W. Todd; Scott R. Rudge; Demetri Petrides (2003). Bioseparations science and engineering. Oxford University Press. ISBN 0-19-512340-9
- Krishna Prasad, Nooralabettu (2010). Downstream Processing-A New Horizone in Biotechnology. Prentice Hall of India Pvt. Ltd, New Delhi. ISBN 978-81-203-4040-